# فيلي هارتونغ
فيلي هارتونغ هو رسام سويسري، ولد في 12 فبراير 1915 في زيورخ في سويسرا، وتوفي في 18 يونيو 1987 في Sternenberg ‏ في سويسرا.